# Svjetski kup u bejzbolu za žene
Svjetski kup u bejzbolu za žene se održava od 2004. godine.

## Rezultati dosada održanih prvenstava
| Godina | Domaćin          | Zlato | Srebro | Bronca |
| ------ | ---------------- | ----- | ------ | ------ |
| 2006.  | Tajvan           | SAD   | Japan  | Kanada |
| 2004.  | Edmonton, Kanada | SAD   | Japan  | Kanada |